# Rush Green Stadium
Rush Green Stadium er et træningsanlæg og stadion i Rush Green, Romford, London. Det er hjemmebane for West Ham United F.C. Women, Chadwell Heath Academy og West Ham United F.C.s (U/18-hold).
Stadionet er en del af West Ham United F.C.s træningsanlæg, West Ham United Training Ground, der i alt består af 3 baner, hvor Rush Green er blandt. De resterende to hedder Chadwell Heath og Little Heath.